# موتورهای اشتعال تراکمی سوخت همگن

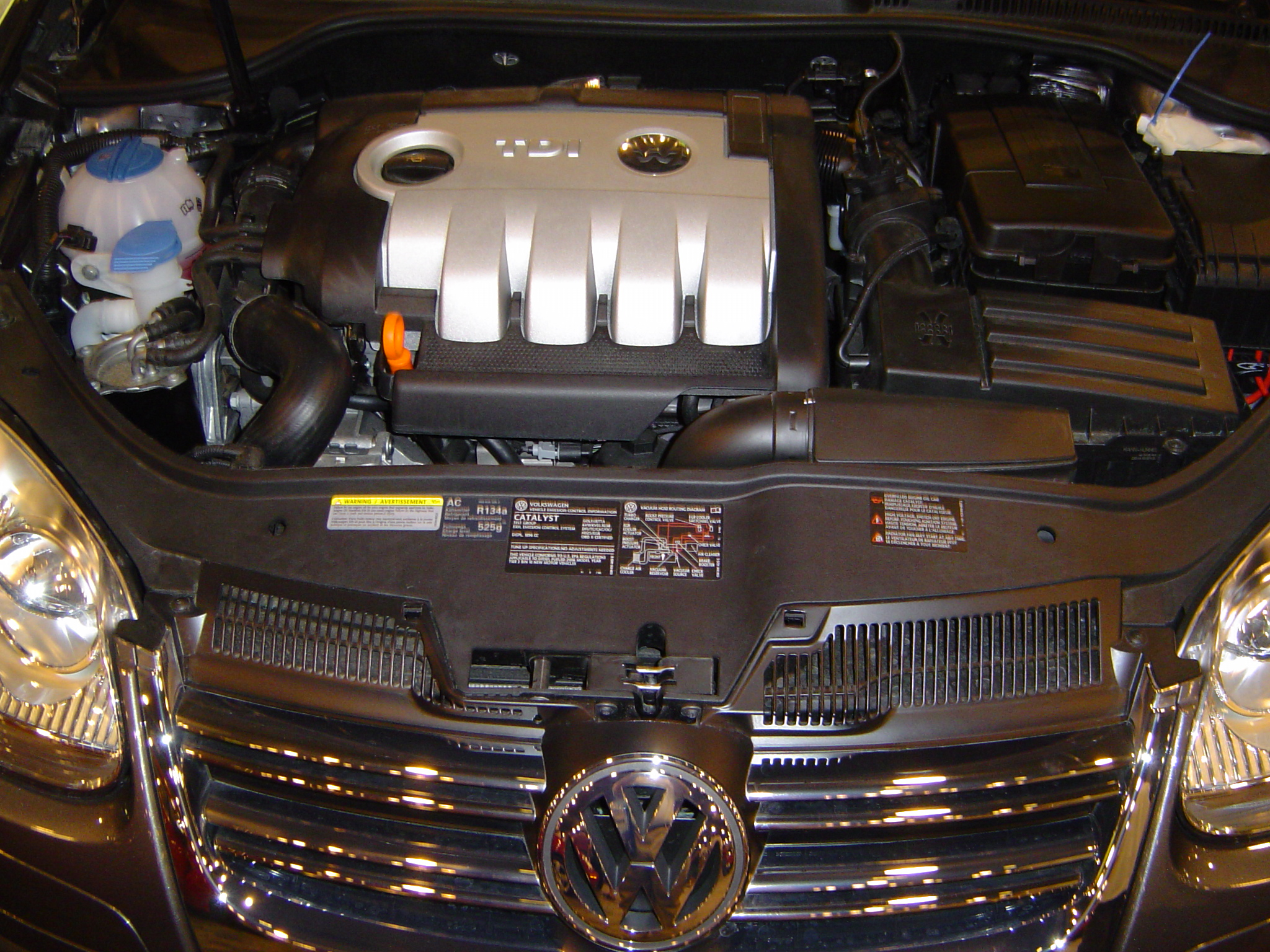
موتورهای اشتعال تراکمی سوخت همگن

اشتعال تراکمی سوخت همگن (HCCI) به موتورهای درونسوزی گفته می‌شود که در آن‌ها مخلوط کاملاً آمیخته سوخت و اکسیدکننده (معمولاً هوا) تا آستانه نقطه خود اشتعالی متراکم می‌شوند. همانند دیگر انواع احتراق، طی یک واکنش گرمازا، انرژی شیمیایی سوخت آزاد می‌شود و در موتور تبدیل به کار و گرما می‌گردد.

## دید کلی
نوسان شدید قیمت سوخت‌های با پایه نفت خام و سخت گیرانه تر شدن قوانین زیست محیطی سبب شده است تا محققین موتورهای احتراق داخلی، تحقیقات خود را به سمت رفع این معضلات سوق دهند. دو استراتژی بزرگ برای انجام این روند وجود دارد: استفاده از سوخت‌های جایگزین، تغییر فناوری‌های سنتی. استراتژی اول منجر به استفاده از سوخت‌های نظیر گاز طبیعی فشرده، اتانول و هیدروژن در خودروها شده است. در استراتژی دوم نیز سعی بر این است که که با توسعه فناوری‌های به کار رفته در خودروها، مصرف سوخت و میزان تولید آلاینده‌های آن کاهش یابد. فعالیت‌های بسیار متنوعی در این خصوص صورت گرفته است که یکی از آنها استفاده از ایده موتورهای اشتعال تراکمی سوخت همگن می‌باشد.
روش HCCI همزمان دارای ترکیبی از ویژگی‌های عملکردی موتورهای اشتعال جرقه‌ای، همان موتورهای بنزینی (SI)، و موتورهای اشتعال تراکمی، همان موتورهای دیزلی (CI)، می‌باشد. در واقع فرایند اختلاط سوخت و هوا در این ایده احتراقی به مثابه یک موتور اشتعال جرقه‌ای (بنزینی) انجام می‌پذیرد. اما به جای استفاده از تخلیه الکتریکی برای شروع اشتعال، دما و فشار گاز درون سیلندر را با استفاده از تراکم گاز تا حد خوداشتعالی کل مخلوط پیش می‌برند؛ لذا می‌توان بیان داشت که ایده احتراقی HCCI بر مبنای ترکیب دو روش احتراقی SI و CI می‌باشد. نکته حایز اهمیت این است که در موتورهای اشتعال تراکمی (دیزلی) همین خوداشتعالی رخ می‌دهد، منتهی شروع احتراق تابع زمان پاشش سوخت در هوای متراکم شده و آماده جهت افروزش می‌باشد.

## تاریخچه
اگرچه احتراق HCCI به طور گسترده‌ای، همانند احتراق بنزینی و دیزلی، مورد استفاده قرار نگرفته است؛ اما دارای سابقه بسیار طولانی می‌باشد. اساساً همان سیکل اتو در HCCI رخ می‌دهد. در واقع پیش از اینکه جرقه الکتریکی جهت شروع احتراق مورد استفاده قرار بگیرد، احتراق HCCI، احتراق شناخته شده‌ای بود. به عنوان مثال می‌توان از موتورهایی که برای اختلاط هوا و سوخت از تبخیر سوخت به وسیله لامپ داغ بهره می‌بردند، نام برد. متراکم سازی به همراه گرمای فوق‌العاده شرایط برای وقوع احتراق فراهم می‌کردند. به عنوان یک مثال دیگر می‌توان از مدل "دیزلی" موتور هواپیما نام برد.

## شیوه کار
اصول این روش احتراقی بر این مبنا استوار است که مخلوطی (تقریباً) همگن از هوا و سوخت وارد محفظه احتراق شود و سپس به گونه‌ای در دما و فشار معینی مخلوط به حد خوداشتعالی برسد و احتراق آغاز گردد؛ لذا در این روش، فرایند آماده‌سازی مخلوط هوا و سوخت مانند اتو و فرایند احتراق همانند دیزل صورت می‌گیرد. این روش احتراقی - که در سالهای اخیر مورد توجه بسیاری از محققان موتورهای احتراق داخلی قرار گرفته است- HCCI یا به اختصار «اشتعال تراکمی سوخت همگن» خوانده می‌شود.
فرایند احتراق در موتور HCCI برخلاف موتورهای اتو (که از شمع شروع می‌شود) و موتورهای دیزل (که درناحیه غنی مخلوط آغاز می‌شود) است. شروع احتراق موتورهای HCCI در نقاط متعددی از محفظه احتراق روی می‌دهد و اساساً هیچگونه جبهه شعله‌ای در آن مشاهده نمی‌شود.

### روش‌ها
مخلوط هوا و سوخت زمانی شعله‌ور می‌گردد که دما و غلظت آن به اندازه کافی بالا برود. افزایش دما یا غلظت را از طرق مختلفی می‌توان انجام داد، که عبارتند از:
1. افزایش نسبت تراکم
2. پیش گرم کردن مخلوط ورودی
3. ورود واداشته
4. برگردادندن بخشی از گازهای خروجی به درون محفظه احتراق

به محض وقوع اشتعال، سرعت احتراق نیز بالا می‌رود. زمانی که خود-اشتعالی سریع با افزایش انرژی شیمیایی همراه می‌گردد، تبعا احتراق سریع تر رخ می‌دهد و نهایتاً فشار درون سیلندر به حدی افزایش می‌یابد که می‌تواند موتور را تخریب کند. به همین دلیل HCCI با مخلوط ضعیفی از سوخت کار می‌کند.